# Teodor Pavlović
Teodor Pavlović (szerbül: Теодор Павловић) (Beodra, 1804. február 14. — Beodra, 1854. augusztus 12.) a Matica Srpska első titkára Pesten.

## Életrajza
Teodor Pavlović 1804. február 14-én született Beodrán. Az általános iskola után az apja besoroztatta a katonaságba. A gimnáziumot Hatzfelden, Temesvárott, Nagykikindán, Szegeden és Karlócán végezte el.
Ő alapította a szerb politikai lapot, a Szerb Nemzeti Lapot, („Сербски народни лист“) amelynek első számát 1835. július 1-jén adta ki Budán. Később Szerb Nemzeti Újság („Сербске народне новине“) lett a neve, amelyet 1849-ben betiltottak.
A Matica Srpska Letopis című lap szerkesztője lett 1832-41 között. A Matica Srpska titkári tisztét 1837 februárjában kapta meg.
1854. augusztus 12-én halt meg.